# 井田仁康
井田 仁康（いだ よしやす、1958年 - ）は、日本の地理教育学者、筑波大学名誉教授。
東京都生まれ。

## 略歴
1982年筑波大学自然学類卒、86年同大学院地球科学研究科単位取得退学。1992年「我国における航空旅客の流動パターンの地域的差異とその要因に関する研究」で博士（理学）。1990年上越教育大学講師、93年助教授、95年筑波大学人間系講師、2001年助教授、2006年教授。専門：社会科教育学・地理教育。日本地理教育学会副会長。2024年から日本地理学会会長。

## 著書
- 『航空旅客流動と空港後背地』大明堂、1994
- 『ラブリーニュージーランド 自然と人間の生活』二宮書店、1996
- 『社会科教育と地域 基礎・基本の理論と実践』NSK出版、2005

### 共編著
- 『世界を巡って地理教育 国際理解への扉を開く』編著 二宮書店、2000
- 『授業のための地理情報 写真・地図・インターネット』伊藤悟、村山祐司共編 古今書院、2001
- 『日本の地理21世紀』高橋伸夫、菊地俊夫、志村喬、田部俊充、松山洋共著・監修 朝日新聞社 朝日ジュニアブック、2005
- 『市民教育への改革』江口勇治、伊藤純郎、唐木清志共編著 谷川彰英監修 東京書籍、2010
- 『面白いほど世界がわかる「地理」の本』高橋伸夫共編著 三笠書房 知的生きかた文庫、2012
- 『地域と教育 地域における教育の魅力』編著 学文社、2012
- 『究極の中学校社会科 地理編』編著 日本文教出版、2013

### 監修
- 『日本の地理 都道府県大図解』全11巻 監修 学習研究社、2007
- 『国別大図解世界の地理』全8巻 監修 学研教育出版、2010
- 『調べよう!日本の自然と人びとのくらし』全6巻 監修 岩崎書店、2012